# Měšťanský dům čp. 410 (Javorník)
Měšťanský dům č. p. 410 se nachází na ulici Míru mezi domy čp. 409 a 411 v Javorníku v okrese Jeseník. Dům je kulturní památkou ČR a je součástí městské památkové zóny Javorník.

## Historie
Měšťanský dům byl postaven před rokem 1373, kdy je poprvé zmiňován jako součást městské středověké zástavby. V průběhu let byl poškozen při různých katastrofách i v roce 1428, kdy město Javorník dobyli husité. Byl přestavován po požárech (1576, 1603, v roce 1825 byly zničeny 104 domy) a povodních. V druhé čtvrtině 19. století bylo barokové jádro přestavěno a později byl dům upravován. V roce 1945 dům patřil řeznickému mistru Karlu Felkelovi. V roce 1984 proběhla rekonstrukce domu včetně fasády.

## Popis
Dům č. p. 410 je empírová řadová jednopatrová tříosá podsklepená stavba na obdélném půdorysu. Uliční štítové průčelí je členěno kordonovou a hlavní profilovanou římsou. Je zdobeno v přízemí pásovou bosáží. V pravé části přízemí je vchod, nalevo dvě pravoúhlá okna. Patro je zdobeno pilastry, suprafenstrami a průběžnou římsou. Průčelí ukončuje štít završený trojúhelníkovým tympanonem s oběžnou římsou. Ve štítu jsou dvě řady pravoúhlých oken. V první čtyři a nad nimi dvě okna ve štukových rámech. V tympanonu je půlkruhové okénko. Střecha je sedlová.

## Interiér
V přízemí ve vstupní chodbě jsou tři pole křížové klenby, nástup na točité schodiště do patra je zaklenut valeně, chodba do dvora má valenou klenbu. Místnosti v přízemí a v patře mají ploché stropy.